# Болдыревка (Ростовская область)
Бо́лдыревка — хутор в Родионово-Несветайском районе Ростовской области. Административный центр Болдыревского сельского поселения.

## География
Расположено на реке Большой Несветай в месте впадения в неё реки Кереты, в 12 км к северу от станицы Родионово-Несветайской и в 55 км от Ростова-на-Дону.

## Население
| 2010 |
| ---- |
| 852  |